# SpaceX Crew-7
SpaceX Crew-7 — седьмой полёт американского космического корабля Crew Dragon (Endurance) компании SpaceX в рамках программы NASA Commercial Crew Program для смены экипажа Международной космической станции (МКС). Запуск космического корабля Crew Dragon осуществлён 26 августа 2023 года в 07:27 UTC (10:27 мск) с помощью ракеты-носителя Falcon 9 со стартовой площадки LC-39A Космического центра NASA имени Кеннеди. В ходе полёта корабль доставил четырёх членов экипажа миссии SpaceX Crew-7 и космических экспедиций МКС-69/70 на МКС. 11 марта 2024 года корабль миссии SpaceX Crew-7 отстыковался от станции и после 199-суточной экспедиции в космос вернулся на Землю с четырьмя членами экипажа  12 марта 2024 года, приводнившись в Мексиканском заливе неподалёку от побережья штата Флорида. Продолжительность полёта составила 199 суток 2 часа 19 минут.

## Экипаж
| Астронавт           | Должность         | № полёта        | Организация     |
| Основной экипаж     | Основной экипаж   | Основной экипаж | Основной экипаж |
| ------------------- | ----------------- | --------------- | --------------- |
| Жасмин Могбели      | Командир          | 1               | НАСА            |
| Андреас Могенсен    | Пилот             | 2               | ЕКА             |
| Сатоси Фурукава     | Специалист полёта | 2               | JAXA            |
| Константин Борисов  | Специалист полёта | 1               | Роскосмос       |
| Дублёры             |                   |                 |                 |
| Мэттью Доминик      | Командир          | 1               | НАСА            |
| Майкл Барратт       | Пилот             | 3               | НАСА            |
| Джанетт Эппс        | Специалист полёта | 1               | НАСА            |
| Александр Гребёнкин | Специалист полёта | 1               | Роскосмос       |

В апреле 2023 года дублёры миссии Crew-7 в составе Мэттью Доминика, Майкла Барратта, Джанетт Эппс и Александра Гребёнкина провели тренировки в Центре подготовки космонавтов имени Ю. А. Гагарина по устранению нештатных ситуаций на российском сегменте станции.
23 мая НАСА официально объявило о включении в состав экипажа миссии Crew-7 японского космонавта Сатоси Фурукавы, а 16 июня — российского космонавта Константина Борисова.
Планировалось, что запуск миссии Crew-7 состоится 15 августа с космодрома в Космическом центре имени Кеннеди во Флориде, однако специалистам НАСА понадобилось дополнительное время для подготовки стартовой площадки. Запуск был перенесён сначала на 17 августа 2023 года, затем на 21 августа. 3 августа НАСА вновь перенесло дату пуска на 25 августа в 10:49 (мск), а затем пуск был отложен на 26 августа.

## Полёт
Запуск космического корабля Crew Dragon (Endurance) с миссией SpaceX Crew-7 осуществлён с помощью ракеты-носителя Falcon 9 со стартовой площадки LC-39A Космического центра NASA имени Кеннеди 26 августа 2023 года в 07:27 UTC. 27 августа в 16:16 мск корабль Crew Dragon с экипажем миссии Crew-7 причалил к узловому модулю «Гармония» американского сегмента МКС. Полёт проходил в рамках экспедиций МКС-69/70.
1 ноября 2023 года астронавты Лорел О’Хара и Жасмин Могбели совершили выход в открытый космос из модуля «Квест» длительностью 6 часов 42 минуты. Астронавты провели демонтаж радиочастотной антенны и замену подшипникового узла поворотного шарнира левой солнечной батареи. В ходе выхода Могбели упустила в открытый космос сумку с инструментами. Потерю сумки заметили диспетчеры с Земли, наблюдая за работами астронавтов с помощью камер, установленных на внешней стороне МКС. Сумка официально зарегистрирована как искусственный спутник Земли 58229/1998-067WC, она перемещается впереди МКС и на безопасность станции, по мнению специалистов, не влияет. Предполагается, что к марту 2024 года потерянная сумка сгорит в атмосфере.
Отстыковка от МКС выполнена 11 марта 2024 года в 15:20 UTC. Приводнение капсулы с экипажем Crew-7 в Атлантическом океане у побережья Флориды состоялось 12 марта в 9:47 UTC. Продолжительность полёта составила 199 суток 2 часа 19 минут.